# Okamejei heemstrai
Okamejei heemstrai (лат.) — вид хрящевых рыб семейства ромбовых скатов отряда скатообразных. Обитают в западной части Индийского океана. Встречаются на глубине до 500 м. Их крупные, уплощённые грудные плавники образуют диск в виде ромба. Максимальная зарегистрированная длина 51,5 см. Откладывают яйца. Не являются объектом целевого промысла.

## Таксономия
Впервые вид был научно описан в 1982 году как Raja heemstrai. Вид назван в честь ихтиолога Филиппа Химстра. Известен всего по нескольким особям, пойманным в водах Восточной Африки.

## Ареал
Эти батидемерсальные скаты обитают в западной части Индийского океана у берегов Кении, Мозамбика и Танзании. Встречаются на глубине 200—500 м.

## Описание
Широкие и плоские грудные плавники этих скатов образуют диск в виде ромба. На вентральной стороне диска расположены 5 жаберных щелей, ноздри и рот. На тонком хвосте имеются латеральные складки. У этих скатов 2 редуцированных спинных плавника и редуцированный хвостовой плавник. Максимальная зарегистрированная длина 51,5 см. 

## Биология
Эти скаты откладывают яйца, заключённые в жёсткую роговую капсулу с выступами на концах. Эмбрионы питаются исключительно желтком. 

## Взаимодействие с человеком
Эти скаты не являются объектом целевого промысла. Данных для оценки Международным союзом охраны природы охранного статуса вида недостаточно.